# Lomanaltes laetulus
Lomanaltes laetulus är en fjärilsart som beskrevs av Augustus Radcliffe Grote 1873. Lomanaltes laetulus ingår i släktet Lomanaltes och familjen nattflyn. Inga underarter finns listade i Catalogue of Life.